# اندی کلت
اندی کلت (انگلیسی: Andy Kellett؛ زادهٔ ۱۰ نوامبر ۱۹۹۳) بازیکن فوتبال اهل بریتانیا است.
از باشگاه‌هایی که در آن بازی کرده‌است می‌توان به باشگاه فوتبال ویگان اتلتیک، باشگاه فوتبال بولتون واندررز، باشگاه فوتبال منچستر یونایتد، و باشگاه فوتبال پلیموث آرگیل اشاره کرد.